# Ајон (Калифорнија)
Ајон (енгл. Ione) град је у америчкој савезној држави Калифорнија. По попису становништва из 2010. у њему је живело 7.918 становника.

## Демографија
Према попису становништва из 2010. у граду је живело 7.918 становника, што је 789 (11,1%) становника више него 2000. године.
| Група             | 2000.         | 2010.         |
| Белци             | 3.922 (55,0%) | 4.608 (58,2%) |
| Афроамериканци    | 1.271 (17,8%) | 824 (10,4%)   |
| Азијати           | 120 (1,7%)    | 110 (1,4%)    |
| Хиспаноамериканци | 1.437 (20,2%) | 1.991 (25,1%) |
| Укупно            | 7.129         | 7.918         |